# Így volt! Így lesz!
Így volt! Így lesz! je hudební album skupiny Kárpátia. Vydáno bylo v roce 2003.

## Seznam skladeb
1. Magyarország katonái (4:08)
2. Mesélj még nekem (3:54)
3. Három bika (3:25)
4. Szép volt, fiúk (3:23)
5. Ott, ahol zúg az a négy folyó (2:48)
6. Csatadal (3:29)
7. Az én apám (2:33)
8. Ugye, gondolsz néha rám (2:57)
9. Megállj, holló (2:22)
10. Pató Pál úr (2:44)
11. Kanyargós (2:40)
12. Magyar föld (3:41)
13. Székely himnusz (4:04)
14. Csendes a Don (3:34)